# Gravendeelia chamaelepanthes
Gravendeelia chamaelepanthes – gatunek roślin z monotypowego rodzaju Gravendeelia z rodziny storczykowatych (Orchidaceae). Rośliny są epifitami i głównie rosną w wilgotnym klimacie tropikalnym w Ameryce Południowej w Boliwii, Kolumbii, Ekwadorze i Peru.

## Systematyka
Gatunek sklasyfikowany do podplemienia Pleurothallidinae w plemieniu Epidendreae, podrodzina epidendronowe (Epidendroideae), rodzina storczykowate (Orchidaceae), rząd szparagowce (Asparagales) w obrębie roślin jednoliściennych.